# Stig Berge
Stig Berge, né le 28 mars 1942 à Meldal est un athlète norvégien spécialiste de la course d'orientation. Il a remporté le titre de champion du monde en individuel et en relais lors des championnats de Friedrichroda en 1970.

## Biographie
Lors des premiers championnats du monde de course d'orientation, disputés en 1966 à Fiskars en Finlande, Stig Berge se classe 8e de l'épreuve individuelle puis prend part au relais norvégien qui obtient la médaille de bronze. Il réalise la même performance deux ans plus tard aux Mondiaux de Linköping. En 1970, à Friedrichroda, il gagne la médaille d'or à la fois en individuel et en relais. Ces résultats lui permettent d'être élu sportif norvégien de l'année. En 1972, il ne parvient pas à conserver son titre mais se classe tout de même 2e.
Il a concouru pour le club de Løkken IF et pour NTHI, l'équipe de l'Institut norvégien de technologie. Il possède également une maîtrise universitaire ès sciences en ingénierie.

## Palmarès
| Épreuve / Édition | Fiskars 1966 | Linköping 1968 | Friedrichroda 1970 | Doksy 1972 | Silkeborg 1974 |
| Classique         | 8e           | 8e             | Or                 | Argent     | 15e            |
| Relais            | Bronze       | Bronze         | Or                 | -          | -              |